# Sander Littel
Sander Littel (Zwijndrecht, 29 juli 1939) is een Nederlands schilder, beeldhouwer en tekstschrijver.

## Leven en werk
Littel volgde een opleiding aan de Academie voor Beeldende Kunsten in Rotterdam (1957-1958) en vervolgens aan Academie voor Beeldende Kunsten Sint-Joost in Breda (1958-1960). In 1973 ontving hij de aanmoedigingsprijs van de provincie Zeeland. Hij is beeldhouwer en maakte onder andere een viertal bronzen beelden voor de Beeldende kunstroute van de gemeente Borsele. Naast beeldhouwer is hij ook kunstschilder, hij werkt met olieverf, acryl en gemengde techniek, aanvankelijk abstract en vanaf de jaren tachtig abstract expressionistisch. Littel is lid van het Teekengenootschap Pictura en de Beroepsvereniging van Beeldende Kunstenaars.

## Werken (selectie)
- 1991 Val, Nisse
- 1996 Odekijn, Hoedekenskerke
- 1999 Herdenkingsplaquette, Van der Biltplein in Heinkenszand[4]
- 2001 Watersculptuur, Ovezande[5]
- 2006 Nova, Nieuwdorp